# Soulier d'or belge 1994
Le Soulier d'or 1994 est un trophée individuel, récompensant le meilleur joueur du championnat de Belgique sur l'ensemble de l'année 1994. Ceci comprend donc à deux demi-saisons, la fin de la saison 1993-1994, de janvier à juin, et le début de la saison 1994-1995, de juillet à décembre.

## Lauréat
Il s'agit de la quarante-et-unième édition du trophée, remporté par l'attaquant de l'Eendracht Alost Gilles De Bilde. Il est le premier, et à ce jour le seul joueur alostois sacré Soulier d'Or. Il évolue encore en Division 2 en fin de saison 1993-1994, et ne reçoit de ce fait aucun point lors du premier tour. Considéré comme un outsider pour une place d'honneur au vu de son très bon début de saison, De Bilde remporte largement le second tour des votes, avec une marge suffisante pour remporter le classement final. Il devance sur le podium deux joueurs du FC Bruges, Franky Van der Elst et Paul Okon entre autres. Lorenzo Staelens, autre joueur brugeois, quitte la salle dès l'annonce du vainqueur, très déçu du peu de points attribués aux joueurs brugeois.
Michel Preud'homme, élu meilleur gardien de la Coupe du monde 1994 en juin, remporte haut la main le premier tour des votes. Mais à la suite de son transfert au Benfica Lisbonne, il ne marque aucun point lors du second tour, et termine finalement cinquième.

## Classement complet
| Place | Joueur                 | Nationalité | Club(s)                                 | Points |
| ----- | ---------------------- | ----------- | --------------------------------------- | ------ |
| 1.    | Gilles De Bilde        |             | Eendracht Alost                         | 203    |
| 2.    | Franky Van der Elst    |             | FC Bruges                               | 148    |
| 3.    | Paul Okon              |             | FC Bruges                               | 135    |
| 4.    | Filip De Wilde         |             | RSC Anderlecht                          | 133    |
| 5.    | Michel Preud'homme     |             | FC Malines / Benfica                    | 132    |
| 6.    | Josip Weber            |             | Cercle Bruges / RSC Anderlecht          | 126    |
| 7.    | Johan Walem            |             | RSC Anderlecht                          | 113    |
| 8.    | Lorenzo Staelens       |             | FC Bruges                               | 88     |
| 9.    | Dorinel Munteanu       |             | Cercle Bruges                           | 74     |
| 10.   | Marc Degryse           |             | RSC Anderlecht                          | 45     |
| 11.   | Gilbert Bodart         |             | Standard de Liège                       | 43     |
| 12.   | Philippe Albert        |             | RSC Anderlecht / Newcastle              | 35     |
| 13.   | Régis Genaux           |             | Standard de Liège                       | 30     |
| 14.   | Michel De Wolf         |             | RSC Anderlecht / Olympique de Marseille | 29     |
| 15.   | Rudi Smidts            |             | Antwerp                                 | 14     |
| ==.   | Aurelio Vidmar         |             | KSV Waregem / Standard de Liège         | 14     |
| 17.   | Godwin Okpara          |             | Eendracht Alost                         | 13     |
| 18.   | Emmanuel Karagiannis   |             | RFC Seraing                             | 12     |
| 19.   | Luc Nilis              |             | RSC Anderlecht / PSV Eindhoven          | 11     |
| 20.   | Pär Zetterberg         |             | RSC Anderlecht                          | 9      |
| ==.   | Dany Verlinden         |             | FC Bruges                               | 9      |
| 22.   | Danny Boffin           |             | RSC Anderlecht                          | 8      |
| ==.   | Bertrand Crasson       |             | RSC Anderlecht                          | 8      |
| 24.   | Dirk Huysmans          |             | Lierse SK                               | 7      |
| ==.   | Francis Severeyns      |             | Antwerp                                 | 7      |
| ==.   | Suad Katana            |             | KRC Genk / La Gantoise                  | 7      |
| 27.   | Philippe Léonard       |             | Standard de Liège                       | 6      |
| 28.   | Frank Dauwen           |             | La Gantoise                             | 5      |
| ==.   | Olivier Doll           |             | RFC Seraing / RSC Anderlecht            | 5      |
| 30.   | Steve Goossen          |             | Lierse SK                               | 4      |
| ==.   | Eric Van Meir          |             | Sporting Charleroi                      | 4      |
| ==.   | René Eijkelkamp        |             | FC Bruges                               | 4      |
| ==.   | Dante Brogno           |             | Sporting Charleroi                      | 4      |
| 34.   | Edmilson               |             | RFC Seraing                             | 3      |
| ==.   | Jacky Mathijssen       |             | Lommel                                  | 3      |
| ==.   | Johnny Bosman          |             | RSC Anderlecht                          | 3      |
| ==.   | Hans-Peter Lehnhoff    |             | Antwerp / Bayer Leverkusen              | 3      |
| ==.   | Carl Massagie          |             | KSK Beveren                             | 3      |
| ==.   | Yves Vanderhaeghe      |             | Excelsior Mouscron / Eendracht Alost    | 3      |
| ==.   | Erwin Vandenbergh      |             | La Gantoise / RWDM                      | 3      |
| ==.   | Zsolt Petry            |             | La Gantoise                             | 3      |
| 42.   | Dinga                  |             | Standard de Liège                       | 2      |
| ==.   | Jean-Claude Mukanya    |             | Lommel                                  | 2      |
| ==.   | Pascal Renier          |             | FC Bruges                               | 2      |
| ==.   | Eddy Snelders          |             | Germinal Ekeren / Lierse SK             | 2      |
| ==.   | Vital Borkelmans       |             | FC Bruges                               | 2      |
| ==.   | Gert Verheyen          |             | FC Bruges                               | 2      |
| ==.   | Simon Tahamata         |             | Germinal Ekeren                         | 2      |
| ==.   | Tony Herreman          |             | Germinal Ekeren                         | 2      |
| ==.   | Wamberto               |             | RFC Seraing                             | 2      |
| 51.   | Karel Snoeckx          |             | Lierse SK                               | 1      |
| ==.   | Steve Laeremans        |             | RWDM                                    | 1      |
| ==.   | Dirk Medved            |             | FC Bruges                               | 1      |
| ==.   | Nebojša Malbaša        |             | Sporting Charleroi                      | 1      |
| ==.   | Michaël Goossens       |             | Standard de Liège                       | 1      |
| ==.   | Sven Vermant           |             | FC Bruges                               | 1      |
| ==.   | Marc Emmers            |             | RSC Anderlecht                          | 1      |
| ==.   | Patrick Van Veirdeghem |             | KV Ostende                              | 1      |
| ==.   | Patrick Teppers        |             | RFC Seraing                             | 1      |